# 용사 요시히코와 인도하는 7인
《용사 요시히코와 인도하는 7인》(勇者ヨシヒコと導かれし七人)은 2016년 10월 8일부터 같은 해 12월 24일까지 TV 도쿄 계열의 드라마 24(매주 금요일 24:12 - 24:52) 시간대에 방송된 야마다 다카유키 주연의 텔레비전 드라마이다.

## 출연진
- 요시히코(히다리, 붉은 남자, 유명한 괴도의 손자, 개 요시히코, 흑용사, 헤라 남) - 야마다 다카유키(사몬)
- 단죠(단죠 선생님) - 다쿠마 신
- 무라사키(안도라 / 무라 짱) - 기나미 하루카
- 메레브(하나자와 / 청소 아저씨) - 무로 츠요시
- 히사 - 오카모토 아즈사
- 부처 (부처 4호) - 사토 지로

### 게스트
1화
- 마왕 바루자스 - 나카이 카즈야
- 도적 A - 스다 마사키
- 닌자 - 토츠카 준키
- 신부 - 카마쿠라 타로

2화
- 부처의 아들 (사토시) - 코야마 하루토모
- 로빈 - 타키토 켄이치
- 씹는 신 - 카타오카 아이노스케
- 미인 존비 - 테지마 유

3화
- 도적 B - 아오키 무네타카 (포린러브)
- 시게 - 야스다 겐
- 밸리 - 미즈 맹그로브
- 밧시아 - 히라야마 유스케
- 아슈 - 이시다 니콜
- 바루후로 - 아미즈타 코키
- 과일 가게의 여자 점원 - 야마노 우미
- 거인 - 카츠야
- 녹색 남자 - 노무라 케스케

4화
- 도적의 전설(前說) - 토미자와 타케시 (샌드위치 맨)
- 루도란 - 오오와다 신야
- 후로리아 - 야마모토 미즈키
- 마녀 - 미즈노 미키
- 라쿠토르 - 가리가리가리쿠손

5화
- 보통 도적 - 사쿠마 카즈유키
- 죠 - 미마타 마타조
- 맛츠, 구치, 나가사, 타치 - 노무라 케스케, 카네코 신야, 스에마츠 노부시게, 안도 료지
- 시에쿠슨 - 사토 마사카즈
- 테레아사 - 마기
- 카메지마 - 카마쿠라 타로
- 테부에스
- 테레토 - 에모토 토키오
- 닛테렌 - 토쿠미츠 카즈오

6화
- 도적 C - 마미야 쇼타로
- 칸다타 - 타카시마 마사히로
- 칸다타의 앞잡이 - 야마모토 야스히
- 로젠 - 나카무라 시즈카, 하시자와 신이치 (마법이 풀린 후)
- 도적 한가닥 풍의 남자들
- 권리를 지키기 캐릭터 풍의...
- 국제경찰 풍의 남자 - 사토 마사카즈

7화
- 도적 D - 야베 쿄스케
- 도적 D의 신부 - 사와 마키
- 도적 D의 아이 - 미즈노 테츠시
- 경찰관 - 우라이 켄지
- 마로에루 주교 - 곤 타쿠야
- 오스케르 - 소 카즈호
- 미녀 - 니이즈마 세이코
- 레오파드 (히토미) - 다이치 마오

8화
- 여자 도적 클레어 - 타세 나나
- 심부름꾼 - 카네코 신야
- 난투 장면 사 모리타 - 가마쿠라 타로
- 다른 부처 - 우치다 아사히
- 폰지 - 카와쿠보 타쿠
- 모모타로 - 야마다 타카유키
- 원숭이 - 야기라 유야
- 일본꿩 - 와카바 타츠야
- 우라시마 다로 - 가마쿠라 타로
- 긴타로 - 카네코 신야
- 흑인 - 소에지마 준
- 촌장 - 야마시타 신지

9화
- 촌장 (교장) - 에비스 요시카즈
- 코자이 소노카 - 카와에이 리나
- 알프레드 - 오제키 유타
- 여자교생 - HKT48(무라시게 안나, 모토무라 아오이, 모리야스 마도카, 아키요시 유카, 마츠오카 나츠미, 마츠오카 하나, 미야와키 사쿠라)

10화
- 푸사르(카즈키, 마챤키, 광대한 대지에 살고있을 것 같은 아버지) - 코사카이 카즈키
- 광대한 대지에 살고있을 것 같은 남매 - 타카기 세라이 (형님), 사카모토 아미 (여동생)
- 라면 가게의 점원 - 카와모 치아키
- 탐색 외국인 - 맥스 팬더

11화
- 테츠코 - 이케타니 노부에
- 킬러 캣(지바냥) - 코자쿠라 에츠코

12화
- 하늘의 마왕 게루조마 - 츠츠미 신이치(목소리)
- 7 구슬 인 (로빈, 밸리, 후로리아, 닛테렌, 칸다타, 레오파드 (히토미), 코자이 소노카) - 타키토 켄이치, 시로타 유우, 야마모토 미즈키, 토쿠미츠 카즈오, 타카시마 마사히로, 다이치 마오, 카와에이 리나

## 주문·특기
스모데
와키간테
요시즈미
스위트
부라즈레
쵸이데인
치어스
이마사라
후타메간테
사바하
햐다●●
카오파스
게라
모스키테
쵸햐드
아사다
메라조마
베기라마
자오리크
리레미트
루라
햐다루코
베호마즌
스쿠루트
메다파니
루라
푸라즈마쿠라스터
에스케프
캬파스 촌의 촌장이 사용한 주문
자라키
필살냥이 젤리펀치

## 부제
| 각 화 | 방송일           | 부제                                                            | 장소             | 항목                                  | 메레브의 주문                   | 히사의 변신                                                          |
| ----- | ---------------- | --------------------------------------------------------------- | ---------------- | ------------------------------------- | ------------------------------- | -------------------------------------------------------------------- |
| 일    | 2016년 10월 8일  | 4년을 거쳐 전설의 용사 다시 시작! 쓰러 하늘의 마왕!!            | 카보이 촌        | 약초 해독제 풀 관 붉은 고글과 같은 것 | 스모데 와키간테 요시즈미 스위트 | -                                                                    |
| 이    | 2016년 10월 15일 | 어둠에 꿈틀 거리는 죽은 사람... 카루바도 촌에서 파티 해산!?     | 카루바도 촌      | 카라쿠리                              | 부라즈레                        | -                                                                    |
| 삼    | 2016년 10월 22일 | 새로운 시스템!? 에후에흐 촌에서 새로운 전사와 공동 투쟁하라!!   | 에후에흐 촌      | 아슈 속옷                             | 쵸이데인 부라즈레               | "하나 전의 작품"에 나온 공주의 모습을 한 여자                        |
| 사    | 2016년 10월 29일 | 용사 청혼 사라고나 촌의 잠자는 공주!? 구원의 눈물은 마물의 눈물 | 사라고나 촌      | 네무네무 열매 마물의 눈물             | 부라즈레 치어스                 | 전신 핑크의 화려한 의상을 입고 사진을 찍어 대는 할머니               |
| 오    | 2016년 11월 5일  | 다슈우 촌과 5인의 신들! 사상 최강 위험한 모험!?                 | 다슈우 촌        | 두루마리 기념품                       | 이마사라                        | 브리프를 입고 있다는 것을 강조하고 상대를 안심 시키려고하는 남자     |
| 육    | 2016년 11월 12일 | 절체절명 우가스 촌은 모두 도적! 빛의 구슬을 빼앗하는 미녀       | 우가스 촌        | 컨트롤러 보물 가슴 나무 막대기        | 후타메간테                      | 2시간에서 살인 사건을 해결하는 드라마에서 흔히 볼 기모노 차림의 여자 |
| 칠    | 2016년 11월 19일 | 뮤지코 촌의 선율... 예술의 신을 감시하는 촌의 비밀!?            | 뮤지코 촌        | 프랑스 빵과 은색 쟁반 엿              | 사바하                          | 마물의 분장을 한 선글라스의 남자와 장발의 남자                       |
| 팔    | 2016년 11월 26일 | 바보루 촌에서 용사 교체... 다마으로 전직 미스의 위기!!          | 바보루 촌        | 기비 단고 보라색 구슬                 | 햐다●●                          | 유명 사회자에 잘 닮은 붉고 약간 뚱뚱한 남자                          |
| 구    | 2016년 12월 3일  | 캬파스 촌 용사 각성!! 순수한 구슬 사람과 사랑                   | 캬파스 촌        | 목걸이                                | 카오파스 햐다●●                 | (다음 번에 복선)                                                     |
| 십    | 2016년 12월 10일 | 천공성의 기묘한 안내인... 시련의 문과 절망의 루프!!             | 천공성           | 천공성                                | 게라 모스키테                   | 푸사르                                                               |
| 십일  | 2016년 12월 17일 | 마왕 눈앞 미궁에 잠 최강 장비를 입수하라!!                      | 대신전           | 현자의 돌 불꽃의 날 결정타 검         | 부라즈레 쵸햐드 아사다          | -                                                                    |
| 십이  | 2016년 12월 24일 | 사투 시작... 최강의 마왕 강림                                   | 대신전 카보이 촌 | 결정타 검 (가짜) 결정타 검 (진정한)   | 후타메간테                      | -                                                                    |

## 제작진
- 각본·감독 - 후쿠다 유이치
- 제작 - 〈용사 요시히코와 인도하는 7인〉 제작위원회
- 제작사 - TV 도쿄. 덴쓰